# Aurélie Filippetti
Aurélie Filippetti (Villerupt, 17 de junho de 1973) é uma escritora e política francesa.
Foi Ministra da Cultura do governo de Jean-Marc Ayrault e do primeiro governo de Manuel Valls. Ela anuncia, no dia 25 de agosto de 2014, a sua intenção de não participar no segundo governo de Manuel Valls.

## Obras
- 2003 : Les Derniers Jours de la classe ouvrière, Stock, rééd. en Livre de Poche (ISBN 2-253-10859-6)
- 2006 : Un homme dans la poche, Stock
- 2008 : L'école forme-t-elle encore des citoyens ?, avec Xavier Darcos, Forum Libération de Grenoble sur CD audio, Frémeaux & Associés